# Adidas Telstar

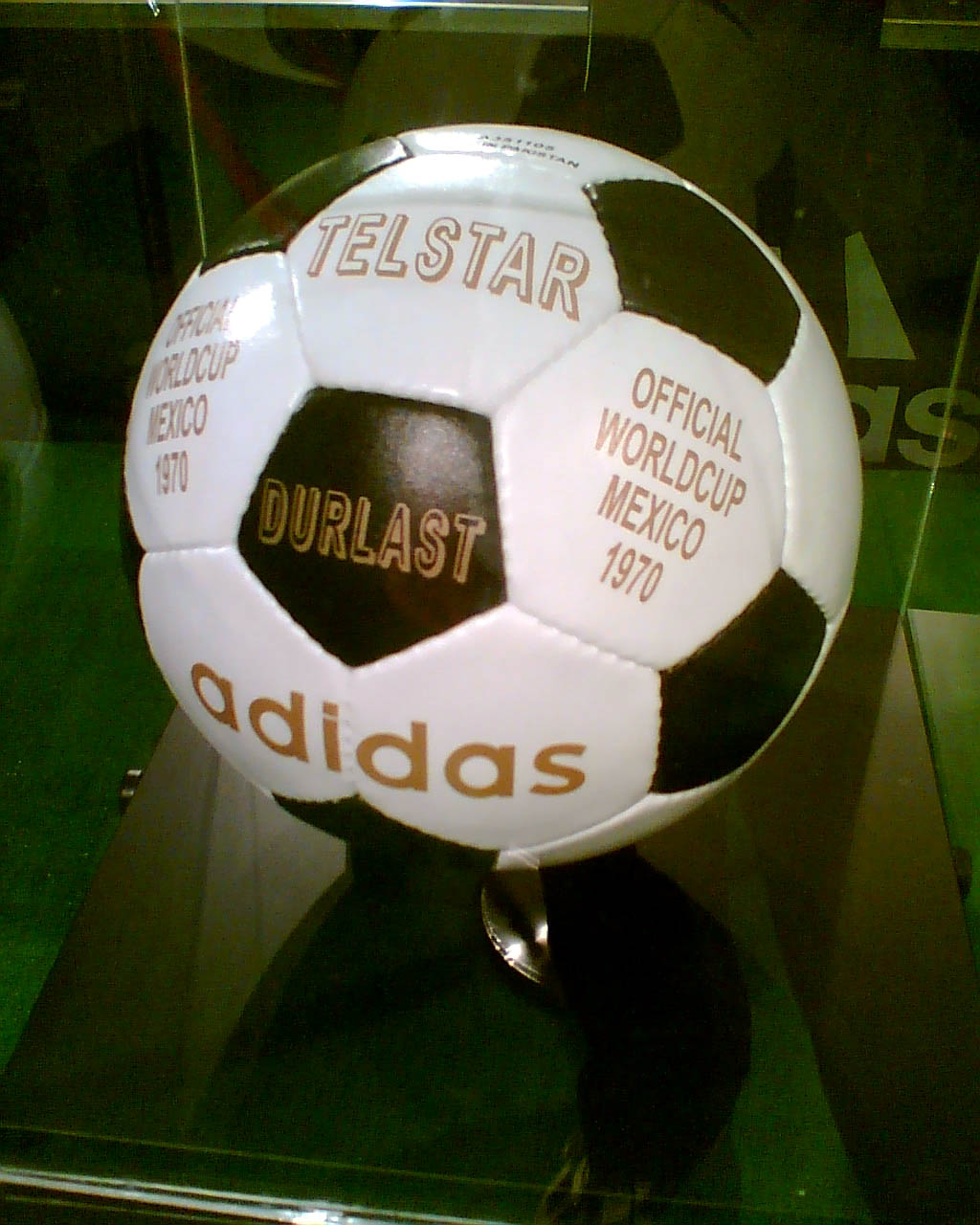
De Adidas Telstar (editie WK 1970)

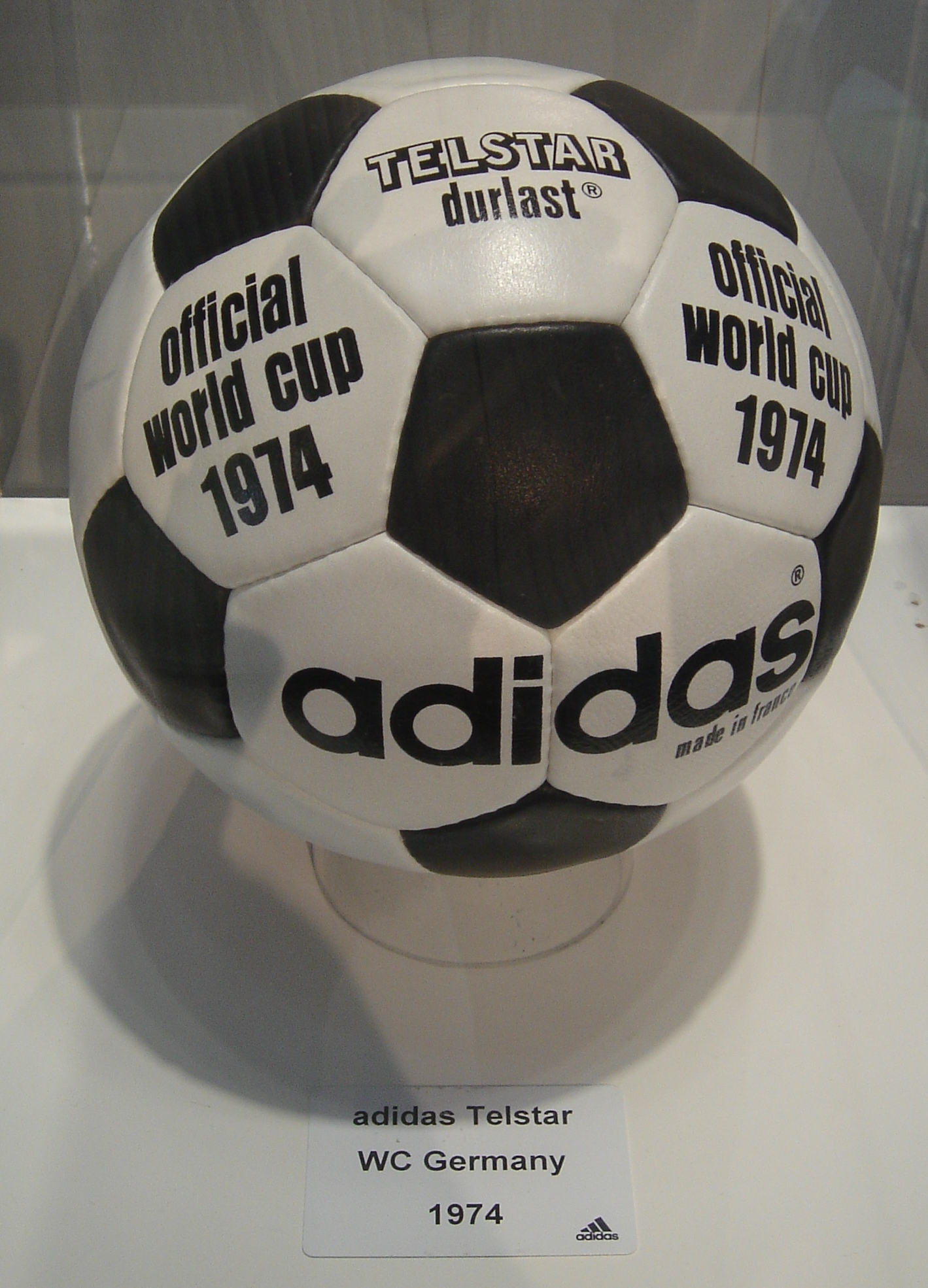
De Adidas Telstar Durlast (editie WK 1974)

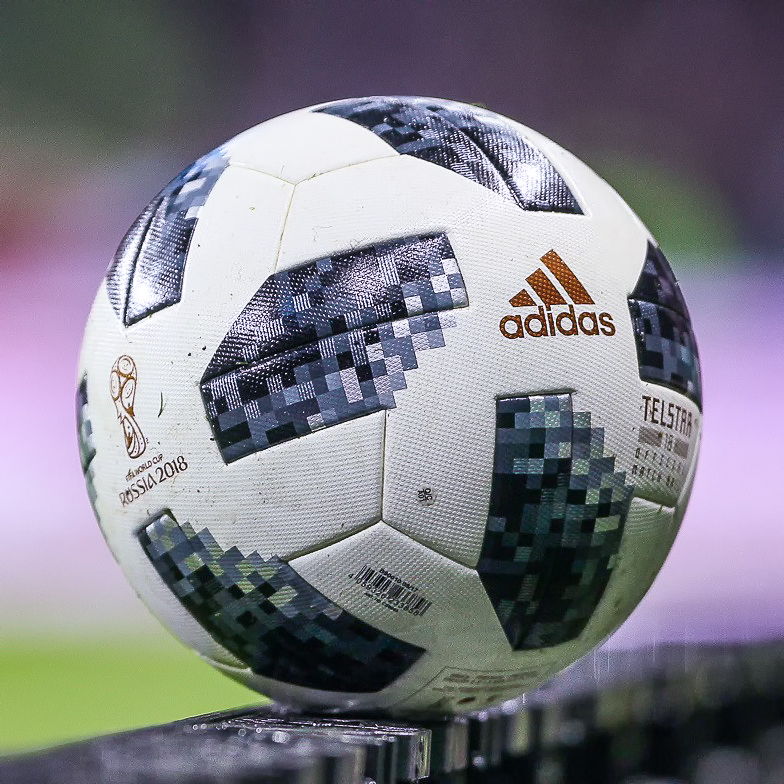
De Adidas Telstar 18 (editie WK 2018)

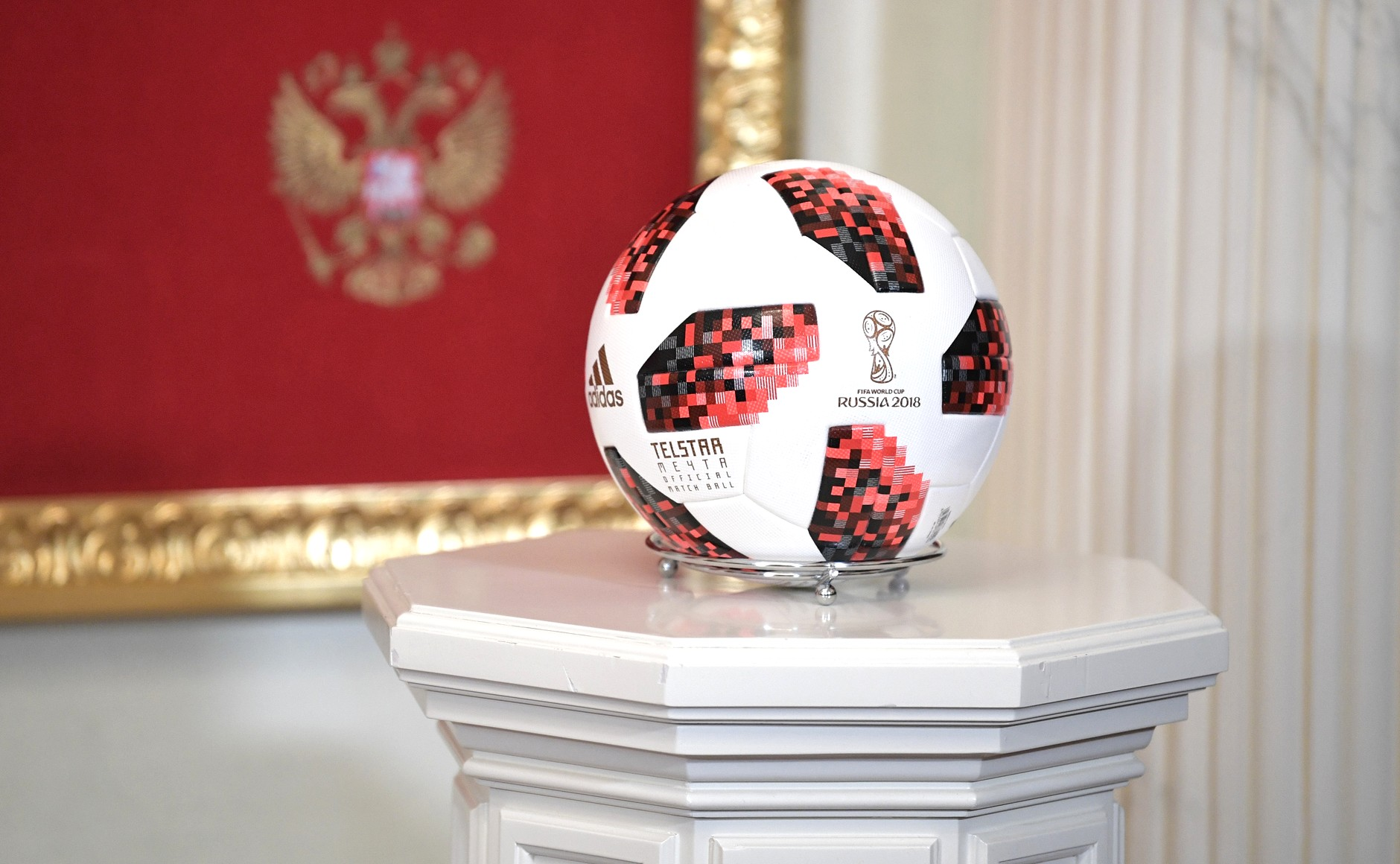
De Adidas Telstar Mechta (editie WK 2018)

De Telstar was de officiële wedstrijdbal tijdens het wereldkampioenschap voetbal 1970 in Mexico, het Europees kampioenschap voetbal 1972 in België, het wereldkampioenschap voetbal 1974 in West-Duitsland en het Europees kampioenschap voetbal 1976 in Joegoslavië. Tijdens de groepsfase van het wereldkampioenschap voetbal 2018 in Rusland werd de Telstar 18 gebruikt. Na de groepsfase van laatstgenoemd toernooi werd de Telstar Mechta gebruikt.

## Overzicht Telstar-versies
| Toernooi                                          | Versie                                                      |
| ------------------------------------------------- | ----------------------------------------------------------- |
| Europees kampioenschap voetbal 1968 (Italië)      | Elast (voorloper van de Telstar)                            |
| Wereldkampioenschap voetbal 1970 (Mexico)         | Telstar                                                     |
| Europees kampioenschap voetbal 1972 (België)      | Telstar Durlast                                             |
| Wereldkampioenschap voetbal 1974 (West-Duitsland) | Telstar Durlast                                             |
| Europees kampioenschap voetbal 1976 (Joegoslavië) | Telstar Durlast                                             |
| Wereldkampioenschap voetbal 2018 (Rusland)        | Telstar 18 (groepsfase) / Telstar Mechta (vanaf groepsfase) |

## Geschiedenis

### Jaren '60
Voor het Europees kampioenschap voetbal 1968 in Italië werd een voorloper van de Telstar gebruikt, de Adidas Elast.

### Jaren '70
De Telstar werd ontworpen en gemaakt door Adidas. De bal is gedecoreerd met zwarte en witte vlakstukken, zodat het ook goed zichtbaar was op zwart-wit televisies. Telstar was de naam van een communicatiesatelliet die in die tijd de voetbalwedstrijden uitzond, waaraan de bal ook zijn naam dankt. 
Het was de eerste FIFA-wedstrijdbal die een afgeknotte icosaëder en fullereen gebruikte voor zijn ontwerp, bestaande uit twaalf zwarte vijfhoeken en twintig witte zeshoeken. Dit werd later een standaard ontwerp voor voetballen.
Hoewel de bal volledig was gemaakt van leer, bood hij toch enige weerstand tegen water door zijn glimmende deklaag.